# Honda CB600F
Honda CB600F (v Evropě a Brazílii označována jako Hornet a 599 v USA) je poháněna 599cm³ kapalinou chlazeným čtyřválcovým motorem. První verze byla postavena na základu poddimenzované verze sportovního modelu CBR600, jejíž motor produkoval 102 koní (76 kW). Název „Hornet“ nemohl být použitý v USA, protože AMC již vlastnila ochranou známku na AMC Hornet. Hornet se vyráběl v objemových verzích 160cm³, 250cm³, 600cm³ a 900cm³.

## Historie
Honda CB600F Hornet byla představena pro Evropu v roce 1998. Byla založena na modelu CB250F, jehož motor byl omezený na 250cm³ v Japonsku kvůli místním zákonům (tento motocykl se prodával pouze v Japonsku v letech 1996–2015, kdy byl nahrazen modelem CB300F). Motocykl má šestistupňovou manuální převodovku. Zavěšení se skládá z kyvné vidlice s centrálním odpružením vzadu a běžné teleskopické vidlice vpředu, která byla v roce 2005 nahrazena upside-down vidlicí. Brzdy vpředu jsou duální kotoučové se třmeny Nissin a vzadu je jedna kotoučová brzda. Motocykl byl do roku 2000 vpředu osazen 16palcovým kolem a vzadu 17palcovým kolem s nastavením stejným jako na supersportovní model Honda CBR1000RR Fireblade. Po tomto roce výrobce přešel na běžnější rozměr přední pneumatiky, 17 palců.

## Specifikace
|                         | 1998-1999                                                                    | 2000-2002                                                                    | 2003-2006                                                                    | 2007–2013                                                                    | Od roku 2014                                                                   |
| ----------------------- | ---------------------------------------------------------------------------- | ---------------------------------------------------------------------------- | ---------------------------------------------------------------------------- | ---------------------------------------------------------------------------- | ------------------------------------------------------------------------------ |
| Název modelu            | Evropa (CB600F Hornet)                                                       | Evropa (CB600F Hornet) Severní Amerika (599)                                 | Evropa (CB600F Hornet) Severní Amerika (599)                                 | Evropa (CB600F Hornet) Severní Amerika (599)                                 | Evropa (CB650F) Severní Amerika (?)                                            |
| Motor                   |                                                                              |                                                                              |                                                                              |                                                                              |                                                                                |
| Typ motoru              | 599cm³ vodou chlazený 4 válce 16ventilů DOHC Řadový motor                    | 599cm³ vodou chlazený 4 válce 16ventilů DOHC Řadový motor                    | 599cm³ vodou chlazený 4 válce 16ventilů DOHC Řadový motor                    | 599cm³ vodou chlazený 4 válce 16ventilů DOHC Řadový motor                    | 648,7cm³ vodou chlazený 4 válce 16ventilů DOHC Řadový motor                    |
| Vrtání/Zdvih            | 65,0 mm × 45,2 mm (2,56" × 1,78")                                            | 65,0 mm × 45,2 mm (2,56" × 1,78")                                            | 65,0 mm × 45,2 mm (2,56" × 1,78")                                            | 67,0 mm × 42,5 mm (2,64" × 1,67")                                            | 67,0 mm × 46,0 mm (2,6" × 1,8")                                                |
| Poměrr Komprese         | 12.0:1                                                                       | 12.0:1                                                                       | 12.0:1                                                                       | 12.0:1                                                                       | 11.4:1                                                                         |
| Maximální výkon         | 96 HP (70,61 kW) v 12,000 rpm                                                | 95,3 HP (70 kW) v 12,000 rpm                                                 | 97,8 HP (72,0 kW) v 12,000 rpm                                               | 103,4 HP (76 kW) v 12,000 rpm                                                | 86,9 HP (64,0 kW) v 11,000 rpm                                                 |
| Maximální točivý moment | 62,76 Nm 9,500 rpm                                                           | 61,78 Nm 10,000 rpm                                                          | 63 Nm 10,000 rpm                                                             | 63,5 Nm 10,500 rpm                                                           | 63 Nm 8,000 rpm                                                                |
| Valve Train             | DOHC; four valves per cylinder                                               | DOHC; four valves per cylinder                                               | DOHC; four valves per cylinder                                               | DOHC; four valves per cylinder                                               |                                                                                |
| Karburátor              | čtyři 34,0 mm (1,34 in)                                                      | čtyři 34,0 mm (1,34 in)                                                      | čtyři 34,0 mm (1,34 in)                                                      | PGM-FI elektronické přímé vstřikování                                        | PGM-FI elektronické přímé vstřikování                                          |
| Zapalování              | Počítačem řízené digitální                                                   | Počítačem řízené digitální                                                   | Počítačem řízené digitální                                                   | Počítačem řízené digitální                                                   |                                                                                |
| Řízení                  |                                                                              |                                                                              |                                                                              |                                                                              |                                                                                |
| Převodovka              | 6 rychlostí                                                                  | 6 rychlostí                                                                  | 6 rychlostí                                                                  | 6 rychlostí                                                                  | 6 rychlostí                                                                    |
| Převod                  | #525 O-ring-sealed chain                                                     | #525 O-ring-sealed chain                                                     | #525 O-ring-sealed chain                                                     | #525 O-ring-sealed chain                                                     | #525 O-ring-sealed chain                                                       |
| Zavěšení/Brzdy          |                                                                              |                                                                              |                                                                              |                                                                              |                                                                                |
| Přední odpružení kol    | 41 mm (1,6") teleskopická vidlice; 125 mm (4,9") zdvih                       | 41 mm (1,6") teleskopická vidlice; 120 mm (4,7") zdvih                       | Invertovaná teleskopická vidlice                                             | 41 mm (1,6") invertovaná teleskopická vidlice                                | 41 mm (1,6") teleskopická vidlice; 109,2 mm (4,3") zdvih                       |
| Zadní odpručení kol     | Kyvná vidlice s centrálním odpružením, 7 stupňů přepětí; 128 mm (5,0") zdvih | Kyvná vidlice s centrálním odpružením, 7 stupňů přepětí; 128 mm (5,0") zdvih | Kyvná vidlice s centrálním odpružením, 7 stupňů přepětí; 128 mm (5,0") zdvih | Kyvná vidlice s centrálním odpružením, 7 stupňů přepětí; 128 mm (5,0") zdvih | Kyvná vidlice s centrálním odpružením, 7 stupňů přepětí; 127,0 mm (5,0") zdvih |
| Přední brzdy            | 2x kotouč 296 mm 2 písty/kotouč. ABS jen u některých.                        | 2x kotouč 296 mm 2 písty/kotouč. ABS jen u některých.                        | 2x kotouč 296 mm 2 písty/kotouč. ABS jen u některých.                        | 2x kotouč 296 mm 2 písty/kotouč. ABS jen u některých.                        | 2x kotouč 320 mm 2 písty/kotouč                                                |
| Zadní brzdy             | 1x kotouč 220 mm 1 píst. ABS jen u některých.                                | 1x kotouč 220 mm 1 píst. ABS jen u některých.                                | 1x kotouč 220 mm 1 píst. ABS jen u některých.                                | 1x kotouč 240 mm 1 píst. ABS jen u některých.                                | 1x kotouč 240 mm 1 píst.                                                       |
| Přední pneumatika       | 130/70ZR16                                                                   | 120/70ZR-17 radial                                                           | 120/70ZR-17 radial                                                           | 120/70ZR-17 radial                                                           | 120/70ZR-17 radial                                                             |
| Zadní pneumatika        | 180/55ZR-17 radial                                                           | 180/55ZR-17 radial                                                           | 180/55ZR-17 radial                                                           | 180/55ZR-17 radial                                                           | 180/55ZR-17 radial                                                             |
| Rozměry                 |                                                                              |                                                                              |                                                                              |                                                                              |                                                                                |
| Zkosení vidlice         | 25,5°                                                                        | 25,5°                                                                        | 25,5°                                                                        | 25°                                                                          | 25.5°                                                                          |
| Výška sedla             | 795 mm                                                                       | 795 mm                                                                       | 795–790 mm                                                                   | 800 mm                                                                       | 810 mm                                                                         |
| Suchá váha              | 176 kg (388 lb)                                                              | 176–181 kg (388–399 lb)                                                      |                                                                              | 173 kg (381 lb)                                                              |                                                                                |
| Mokrá váha              |                                                                              |                                                                              | 202 kg (446 lb)                                                              |                                                                              | 208 kg (459 lb)                                                                |
| Obsah nádrže            | 16 L                                                                         | 16 L                                                                         | 17 L                                                                         | 19 L                                                                         | 17,3 L                                                                         |